# 吴文昭

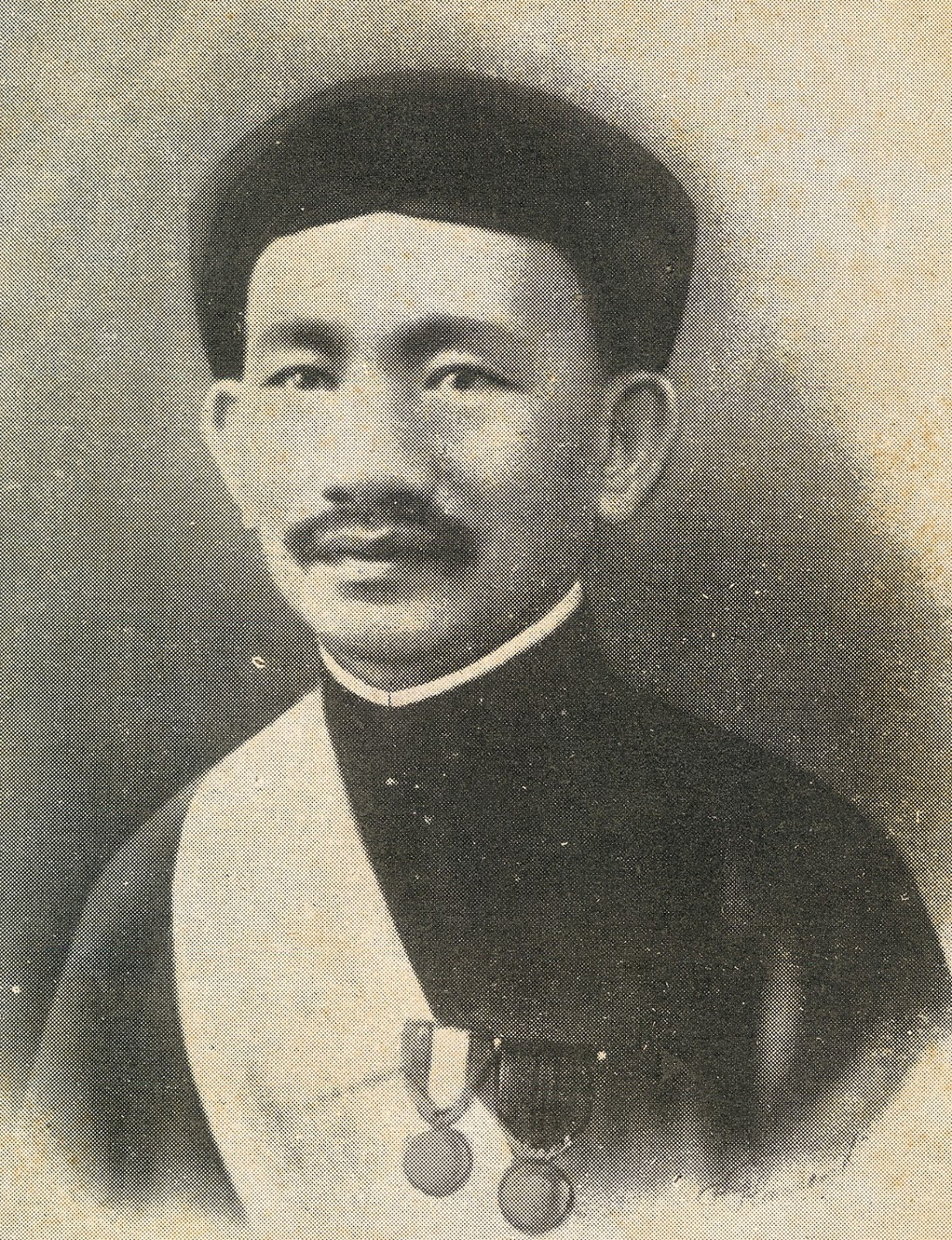
吳文昭

吴文昭（1878年2月8日—1932年4月18日）是越南高台教神祇“高台”（Đức Cao Đài）的第一位信仰者。他的宗教名字为吴明昭（Ngô Minh Chiêu）。
1878年出生，由他的阿姨抚养长大。在此期间，他对中国民间信仰逐渐感兴趣。此后，他成为法属印度支那殖民政府的一名公务员，逐渐迷上唯灵论。他谢绝了高台教第一任教宗（Giáo tông）的位置，且没有参加1926年高台教的正式创立。相反地，他选择了隐居过完了余生。于是黎文忠代理他的位置，就任“权教宗”（Quyền giáo tông），成为了事实上的第一任教宗。
1926年，黎文忠及超过两百人在“高台教创立宣言”上签字，吴文昭并未签署。他承认了“高台”这个实体，并成为高台教宗派之一“高台照明”（Cao Đài Chiếu Minh）的创始人。1932年逝世。